# كين (فرقة)
كين (بالإنجليزية: Keane)‏ هي فرقة روك بديل أنكليزية من منطقة باتل Battle في إيست سَسيكس East Sussex وتشكلت في عام 1997. تضم الفرقة حالياً تيم رايس أوكسلي (بيانو ومغني داعم وكاتب اغاني) وتوم تشابلِن (مغني أساسي وغيتار) وريتشارد هيوز (درامز) وجيسي كوين (غيتار باص) والذي عزف مع الفرقة لأول مرة في أواخر 2007 خلال حفلات الأغنية المفردة سماء الليل The Night Sky. وضم التشكيل الأصلي للفرقة المؤسس وعازف الإيتار دومينيك سكوت والذي ترك الفرقة في 2001.
حققت فرقة كين النجاح في التيار السائد مع إصدار ألبومهم الأول (آمال ومخاوف) (Hopes and Fears) في 2004. وحاز الألبوم على عدة جوائز وكان ثاني أفضل الألبومات البريطانية مبيعاً في السنة ووصلت مبيعاته إلى ما يقارب 6 ملايين نسخة حيث تميز الالبوم بعدم احتواءه على اله الجيتار بعكس أغلب فرق الروك الموجودة على الساحة. 

كما أكمل ألبومهم الثاني (تحت البحر الحديدي) (Under the Iron Sea) سلسلة النجاح متصدراً قائمة الألبومات في المملكة المتحدة ومحتلاً المرتبة الرابعة من قائمة بيلبورد التي تحتوي على 200 ألبوماً. 

أصدرت الفرقة ألبومها الثالث (تناظر تام) (Perfect Symmetry) في 2008. وفي أيار من عام 2008 قام قراء مجلة (كيو) بالتصويت على الألبومين الأول (بترتيب رقم 13) والثاني (بترتيب رقم 8) واختيارهما كأفضل الألبومات البريطانية حيث كان كين وذا بيتلزThe Beatles وأوسيس Oasis وراديوهيد Radiohead هم الوحيدون ممن لديهم ألبومان في القائمة التي تحتوي على أفضل 20 ألبوم. 
وصدر (قطار ليلي) (Night Train) وهو البوم صغير EP في أيار من عام 2010 محرزاً المرتبة الأولى عند دخوله قائمة الألبومات في المملكة المتحدة والمرتبة 25 في قائمة بيلبورد 200 في الولايات المتحدة.

في عام 2012 اصدر الفريق البومه الرابع بعنوان ارض الغرباء Strangeland والذي احرز المركز الأول في مبيعات المملكة المتحدة لمدة اسبوعين متتاليين.
في 2013 أعلنت الفرقة توقفها بشكل مؤقت حيث اصدر توم تشابلين البومين الأول في عام 2016 ويحمل عنوان الموجة The Wave والثاني في عام 2017 بعنوان 12 قصة لعيد الميلاد Twelve Tales of Christmas، بينما قام كل من تيم وجيسي باصدار الالبوم الثاني لمشروعهم الجانبي ماونت ديسوليشن والذي يحمل عنوان عندما ينادي الليل When the Night Calls
في 2019 اعلنت الفرقة عودتها واصدرت أغنية The way I feel من البوم السبب والنتيجة Cause and Effect والذي سيتم اصداره رسميا في سبتمبر 2019

## روابط خارجية
- كين على موقع IMDb (الإنجليزية)
- كين على موقع ميوزك برينز (الإنجليزية)
- كين على موقع رولينغ ستون (الإنجليزية)
- كين على موقع أول ميوزيك (الإنجليزية)
- كين على موقع ديسكوغز (الإنجليزية)